# 保罗·塔伊亚文托
保罗·塔伊亚文托（義大利語：Paolo Tagliavento，1972年9月19日—），也译保罗·塔利亚文托，意大利足球裁判，生于翁布里亚大区特尔尼，目前执法意甲、欧足联欧洲联赛和欧洲冠军联赛，也曾执法过旧的欧洲联盟杯。2007年起成为国际比赛的主裁判。

## 生平
塔伊亚文托2004年起执法意甲。他也吹过一些意乙和意大利杯比赛。2010年12月8日他第一次作为主裁判执法欧洲冠军联赛，参赛双方是阿森纳和游击队。2007年成为国际足球裁判后，他参与了国际足球友谊赛、2009年欧洲U-21足球锦标赛外围赛、2010年世界盃歐洲區外圍賽的比赛。
塔伊亚文托卷入了2006年意大利足坛的電話門事件，不过后来因证据不足被宣判无罪。2012年11月塔伊亚文托因为在尤文图斯与国际米兰的比赛中出现严重误判而被意大利足球裁判协会处罚。